# خط العنق
خط العنق هي الحافة العلوية الأمامية للملابس الخارجية الأقرب للرقبة. يوجد موديلات كثيرة من خط العنق فهي يمكن أن تكون مرتفعة محيطة بالرقبة والعنق مثل الياقة العالية، أو أن تكون منخفضة مثل موديل الحفر الذي يظهر أعلى الصدر أو الشق الفالق بين الثديين، وهناك موديلات أخرى مثل الياقة الدائرية أو المربعة أو على شكل حرف V (أو رقم سبعة).
في موديلات الديكولتيه يصل خط العنق إلى أعلى الصدر.

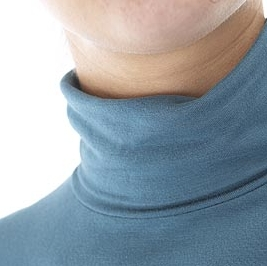
ياقة عالية
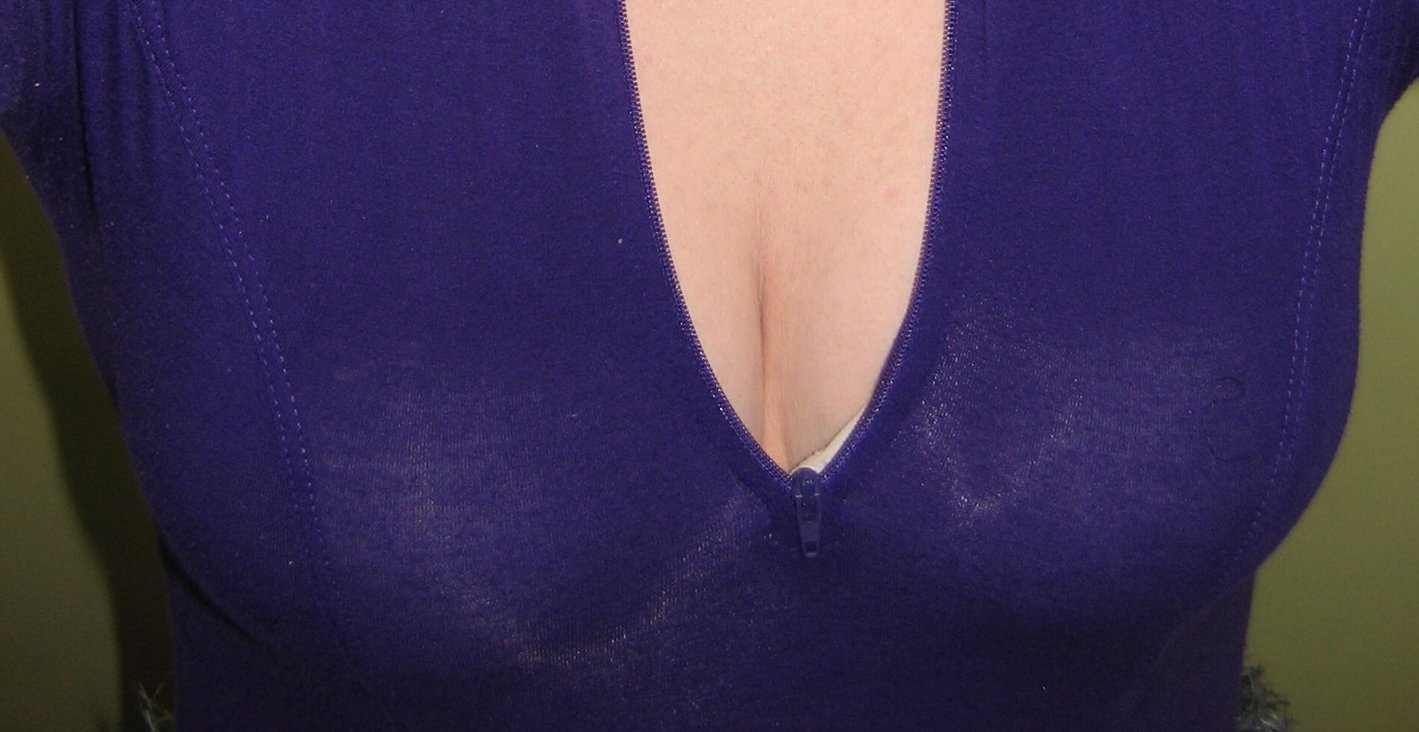
ياقة حرف V
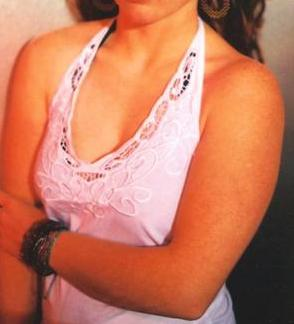
ياقة حفر